# Solella monniotae
Solella monniotae is een mosdiertjessoort uit de familie van de Arachnidiidae. De wetenschappelijke naam van de soort is, als Nolella monniotae, voor het eerst geldig gepubliceerd in 1975 door d'Hondt.